# Tổng Thư ký Liên Hợp Quốc
Tổng thư ký Liên Hợp Quốc là viên chức cấp cao nhất của Liên Hợp Quốc và là người đứng đầu Ban Thư ký, một trong sáu cơ quan chính của Liên Hợp Quốc.
Vai trò của tổng thư ký và Ban Thư ký được quy định tại Điều 97-101 Chương XV Hiến chương Liên Hợp Quốc. Tuy nhiên, tiêu chuẩn, quy trình bổ nhiệm và nhiệm kỳ của chức vụ tổng thư ký được quy định theo quy ước.

## Bổ nhiệm và nhiệm kỳ

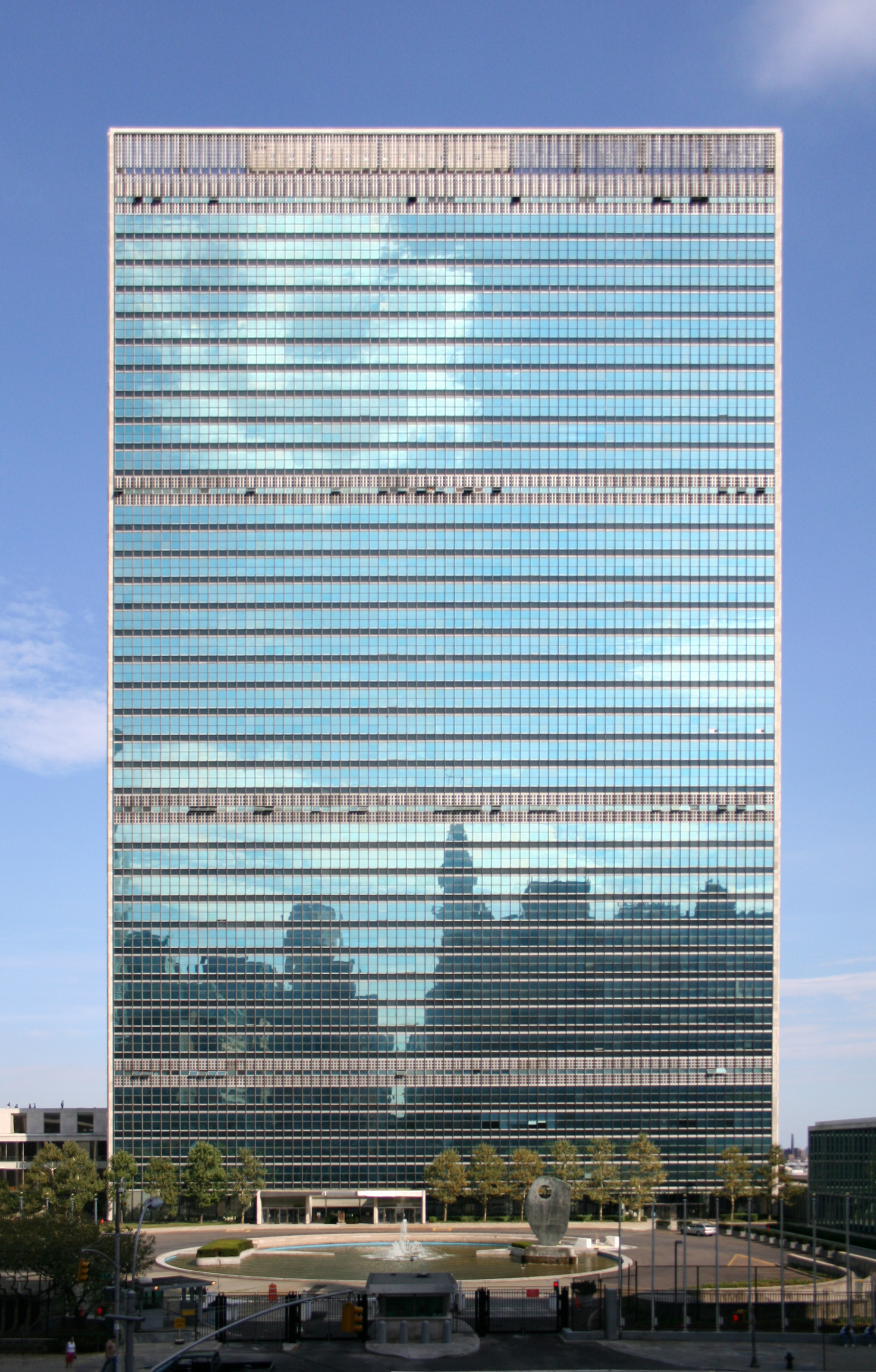
Tòa nhà Ban thư ký Liên Hợp Quốc cao 154 m tại Trụ sở Liên Hợp Quốc.

Tổng thư ký do Đại Hội đồng bầu ra theo đề cử của Hội đồng Bảo an. Bất cứ thành viên thường trực nào trong Hội đồng Bảo an đều có quyền phủ quyết đề cử của Hội đồng Bảo an. Hầu hết các tổng thư ký đều là ứng cử viên thỏa hiệp đến từ các trung cường quốc và không có nhiều danh tiếng trước đó.
Những tiêu chuẩn không chính thức của tổng thư ký được thiết lập theo tiền lệ trong các cuộc bầu chọn trước đây. Tổng thư ký không được là công dân của thành viên thường trực Hội đồng Bảo an. Nghị quyết 51/241 của Đại Hội đồng vào năm 1997 nêu rõ rằng việc bầu chọn "ứng cử viên tốt nhất" phải xem xét đến sự luân phiên khu vực (lục địa) về quốc gia của tổng thư ký và bình đẳng giới.:5 Tuy nhiên, chưa có phụ nữ nào giữ chức vụ tổng thư ký. Tất cả các tổng thư ký đều là những nhà ngoại giao.
Nhiệm kỳ của tổng thư ký không cố định nhưng tất cả các tổng thư ký kể từ năm 1971 đều được bầu chọn với nhiệm kỳ năm năm. Mọi tổng thư ký kể từ năm 1961 đều được tái cử nhiệm kỳ thứ hai, ngoại trừ Boutros Boutros-Ghali, người bị Hoa Kỳ phủ quyết trong cuộc bầu chọn năm 1996. Theo quy ước, tổng thư ký không được giữ chức vụ quá hai nhiệm kỳ, bắt nguồn từ việc Trung Quốc phủ quyết 16 lần Kurt Waldheim tái cử nhiệm kỳ thứ ba trong cuộc bầu chọn năm 1981. Kể từ đó, Không có tổng thư ký nào ứng cử nhiệm kỳ thứ ba.
Quy trình bầu chọn tổng thư ký thường được so sánh với mật nghị Hồng y do tính bí mật của quy trình. Từ năm 1981, Hội đồng Bảo an trước tiên tiến hành bỏ phiếu kín về các ứng cử viên và sau đó đề cử ứng cử viên chiến thắng lên Đại Hội đồng bầu chọn. Chưa có ứng cử viên nào được Hội đồng Bảo an đề cử bị Đại Hội đồng bác bỏ. Cuộc bầu chọn năm 1950 là lần duy nhất Đại Hội đồng bầu chọn tổng thư ký bất chấp sự phủ quyết của Hội đồng Bảo an.
Năm 2016, Đại Hội đồng và Hội đồng Bảo an lần đầu tiên công khai tìm kiếm đề cử và tranh luận về các ứng cử viên. Tuy nhiên, Hội đồng Bảo an tiếp tục bỏ phiếu kín như các cuộc bầu chọn trước đó, khiến chủ tịch Đại Hội đồng phàn nàn rằng quy trình bầu chọn "không đáp ứng được kỳ vọng của các thành viên và tiêu chuẩn về sự cởi mở, minh bạch".

## Nhiệm vụ và quyền hạn
Vai trò của tổng thư ký được mô tả là kết hợp những chức năng, trách nhiệm của một luật sư, nhà ngoại giao, công chức và giám đốc điều hành. Hiến chương Liên Hợp Quốc quy định tổng thư ký là "viên chức cấp cao nhất" của Liên Hợp Quốc và có quyền thực hiện những chức năng được những cơ quan khác của Liên Hợp Quốc giao phó. Tổng thư ký có quyền thông báo cho Hội đồng Bảo an về "bất cứ vấn đề nào mà theo ý kiến của tổng thư ký có thể đe dọa đến việc duy trì hòa bình và an ninh quốc tế". Những điều khoản này được hiểu là cho phép tổng thư ký đảm nhiệm nhiều vai trò khác nhau tùy theo sở thích, kỹ năng hoặc hoàn cảnh.
Công việc hằng ngày của tổng thư ký bao gồm chủ trì công việc của Ban Thư ký, tham dự phiên họp của các cơ quan Liên Hợp Quốc, bàn bạc với các lãnh đạo thế giới, quan chức chính phủ, những bên liên quan khác và công du các nước để giao lưu, thu hút sự chú ý đến những vấn đề quốc tế. Tổng thư ký mỗi năm công bố báo cáo về công việc của Liên Hợp Quốc, bao gồm đánh giá các hoạt động của Liên Hợp Quốc và vạch ra kế hoạch trong tương lai. Tổng thư ký cũng là chủ tịch Ban điều phối Hệ thống Liên Hợp Quốc, một cơ quan gồm thủ trưởng của tất cả các quỹ, chương trình, cơ quan chuyên môn của Liên Hợp Quốc, có nhiệm vụ thảo luận về các vấn đề hành chính, quản trị của Hệ thống Liên Hợp Quốc. Ban điều phối họp mỗi năm hai lần.
Nhiều quyền hạn của tổng thư ký tùy thuộc ở từng cá nhân tổng thư ký; một số tổng thư ký tích cực vận động dư luận quốc tế, trong khi những tổng thư ký khác tập trung vào những vấn đề kỹ thuật hoặc hành chính. Tổng thư ký thường đóng vai trò trung gian hòa giải, "công khai và bí mật thực hiện các biện pháp dựa trên sự độc lập, công bằng, liêm chính để ngăn chặn các tranh chấp quốc tế phát sinh, leo thang hoặc lan rộng". Ví dụ: Dag Hammarskjöld thúc đẩy lệnh ngừng bắn giữa các bên tham chiến trong xung đột Ả Rập - Israel, Javier Perez de Cuellar đàm phán lệnh ngừng bắn trong Chiến tranh Iran - Iraq, U Thant hạ nhiệt Khủng hoảng tên lửa Cuba.

## Nơi ở chính thức
Nơi ở chính thức của tổng thư ký là một căn nhà phố tại số 3 Sutton Place, Manhattan, Thành phố New York. Căn nhà được xây dựng cho nhà từ thiện Anne Morgan vào năm 1921 và được tặng cho Liên Hợp Quốc vào năm 1972.

## Danh sách tổng thư ký Liên Hợp Quốc
| No.               | Hình                 | Tổng Thư ký (Năm sinh–năm mất)      | Nhậm chức            | Mãn nhiệm            | Quốc gia   | Nhóm khu vực Liên Hợp Quốc                                                                               | Ghi chú |
| ----------------- | -------------------- | ----------------------------------- | -------------------- | -------------------- | ---------- | --- | --- |
| Quyền tổng thư ký |                      | Gladwyn Jebb (1900–1996)            | 24 tháng 10 năm 1945 | 2 tháng 2 năm 1946   | Anh Quốc   | Tây Âu và những quốc gia khác                                                                            | Sau Chiến tranh thế giới thứ hai, ông giữ chức thư ký điều hành của Ủy ban trù bị Liên Hợp Quốc vào tháng 8 năm 1945, giữ quyền Tổng Thư ký Liên Hợp Quốc từ tháng 10 năm 1945 đến tháng 2 năm 1946. |
| 1                 |                      | Trygve Lie (1896–1968)              | 2 tháng 2 năm 1946   | 10 tháng 11 năm 1952 | Na Uy      | Tây Âu và những quốc gia khác                                                                            | Lie, một bộ trưởng ngoại giao và nguyên lãnh đạo Đảng Lao động, được Liên Xô đề cử làm tổng thư ký Liên Hợp Quốc. Sau khi Liên Hợp Quốc can thiệp vào Chiến tranh Triều Tiên, Liên Xô phủ quyết Lie tái cử vào năm 1951. Hoa Kỳ lách qua quyền phủ quyết của Liên Xô bằng cách trực tiếp đề cử Lie ra Đại Hội đồng. Lie trúng cử tổng thư ký với 46 phiếu thuận, 5 phiếu chống, 8 phiếu trắng. Liên Xô tiếp tục chống đối Lie, và ông từ chức vào năm 1952. |
| 2                 |                      | Dag Hammarskjöld (1905–1961)        | 10 tháng 4 năm 1953  | 18 tháng 9 năm 1961  | Thụy Điển  | Tây Âu và những quốc gia khác                                                                            | Sau khi hàng loạt ứng cử viên bị phủ quyết, Hammarskjöld là ứng cử viên duy nhất được Hội đồng Bảo an chấp nhận. Ông được nhất trí tái cử nhiệm kỳ thứ hai vào năm 1957. Liên Xô bất bình trước vai trò lãnh đạo của Hammarskjöld's trong Khủng hoảng Congo và đề nghị thay thế chức vụ tổng thư ký bằng một tam đầu chế. Tuy nhiên, Liên Xô phải từ bỏ đề nghị trước sự phản đối lớn của các nước phương Tây. Hammarskjöld tử nạn trong một vụ tai nạn máy bay tại Bắc Rhodesia (nay là Zambia) vào năm 1961. Tổng thống Hoa Kỳ John F. Kennedy ca ngợi ông là "chính khách vĩ đại nhất của thế kỷ 20". Hammarskjöld được truy tặng Giải Nobel Hòa bình vào năm 1961. |
| Quyền tổng thư ký |                      | U Thant (1909–1974)                 | 3 tháng 11 năm 1961  | 30 tháng 11 năm 1962 | Miến Điện  | Châu Á–Thái Bình Dương Nguyên là một thành viên Liên minh Tự do Nhân dân chống phát xít cho đến năm 1958 | Trong quá trình lựa chọn người thay thế Hammarskjöld, những nước đang phát triển yêu cầu một tổng thư ký không phải là người châu Âu hoặc người Mỹ. U Thant được đề cử làm tổng thư ký nhưng chỉ được bầu giữ chức tổng thư ký đến hết nhiệm kỳ của Hammarskjöld do sự phản đối của Pháp (Thant là chủ tịch một ủy ban về độc lập Algérie) và thế giới Ả Rập (Miến Điện ủng hộ Israel). Ông là tổng thư ký người châu Á đầu tiên. Ngày 30 tháng 11 năm sau, Thant được nhất trí tái cử nhiệm kỳ năm năm kết thúc vào ngày 3 tháng 11 năm 1966. Ngày 2 tháng 12 năm 1966, Thant được Hội đồng Bảo an nhất trí tái bổ nhiệm làm tổng thư ký. Nhiệm kỳ thứ hai của ông kết thúc vào ngày 31 tháng 12 năm 1971. Thant không ứng cử nhiệm kỳ thứ ba. Thant là nguyên tổng thư ký duy nhất mà quốc gia của ông không có mặt trong Hội đồng Bảo an trong nhiệm kỳ của ông. |
| 3                 | 30 tháng 11 năm 1962 | U Thant (1909–1974)                 | 31 tháng 12 năm 1971 |                      | Miến Điện  | Châu Á–Thái Bình Dương Nguyên là một thành viên Liên minh Tự do Nhân dân chống phát xít cho đến năm 1958 | Trong quá trình lựa chọn người thay thế Hammarskjöld, những nước đang phát triển yêu cầu một tổng thư ký không phải là người châu Âu hoặc người Mỹ. U Thant được đề cử làm tổng thư ký nhưng chỉ được bầu giữ chức tổng thư ký đến hết nhiệm kỳ của Hammarskjöld do sự phản đối của Pháp (Thant là chủ tịch một ủy ban về độc lập Algérie) và thế giới Ả Rập (Miến Điện ủng hộ Israel). Ông là tổng thư ký người châu Á đầu tiên. Ngày 30 tháng 11 năm sau, Thant được nhất trí tái cử nhiệm kỳ năm năm kết thúc vào ngày 3 tháng 11 năm 1966. Ngày 2 tháng 12 năm 1966, Thant được Hội đồng Bảo an nhất trí tái bổ nhiệm làm tổng thư ký. Nhiệm kỳ thứ hai của ông kết thúc vào ngày 31 tháng 12 năm 1971. Thant không ứng cử nhiệm kỳ thứ ba. Thant là nguyên tổng thư ký duy nhất mà quốc gia của ông không có mặt trong Hội đồng Bảo an trong nhiệm kỳ của ông. |
| 4                 |                      | Kurt Waldheim (1918–2007)           | 1 tháng 1 năm 1972   | 31 tháng 12 năm 1981 | Áo         | Tây Âu và những quốc gia khác                                                                            | Waldheim kín đáo vận động tranh cử tổng thư ký. Tuy ban đầu bị Trung Quốc và Anh phủ quyết nhưng Waldheim được đề cử làm tổng thư ký trong cuộc bỏ phiếu thứ ba. Năm 1976, Trung Quốc ban đầu phủ quyết Waldheim tái cử nhiệm kỳ thứ hai nhưng từ bỏ trong cuộc bỏ phiếu thứ hai. Năm 1981, Trung Quốc phủ quyết Waldheim tái cử nhiệm kỳ thứ ba 15 lần. Chính phủ Trung Quốc chưa bao giờ giải thích lý do phủ quyết Waldheim nhưng một số ý kiến đương thời cho rằng một phần là vì Trung Quốc tin rằng ứng cử viên nên đến từ một quốc gia thuộc Thế giới thứ ba, đặc biệt là từ châu Mỹ; một phần cũng là vì ông có thể dính líu tới các tội ác chiến tranh của Đức Quốc Xã. Từ năm 1986 đến năm 1992, Waldheim là tổng thống Áo, là nguyên tổng thư ký duy nhất him làm nguyên thủ quốc gia. Năm 1985, báo chí đưa tin rằng Ủy ban tội ác chiến tranh Liên Hợp Quốc đã liệt Waldheim là một nghi phạm tội ác chiến tranh khi tham gia phục vụ Wehrmacht. Tài liệu về vụ việc được lưu trữ tại Liên Hợp Quốc. |

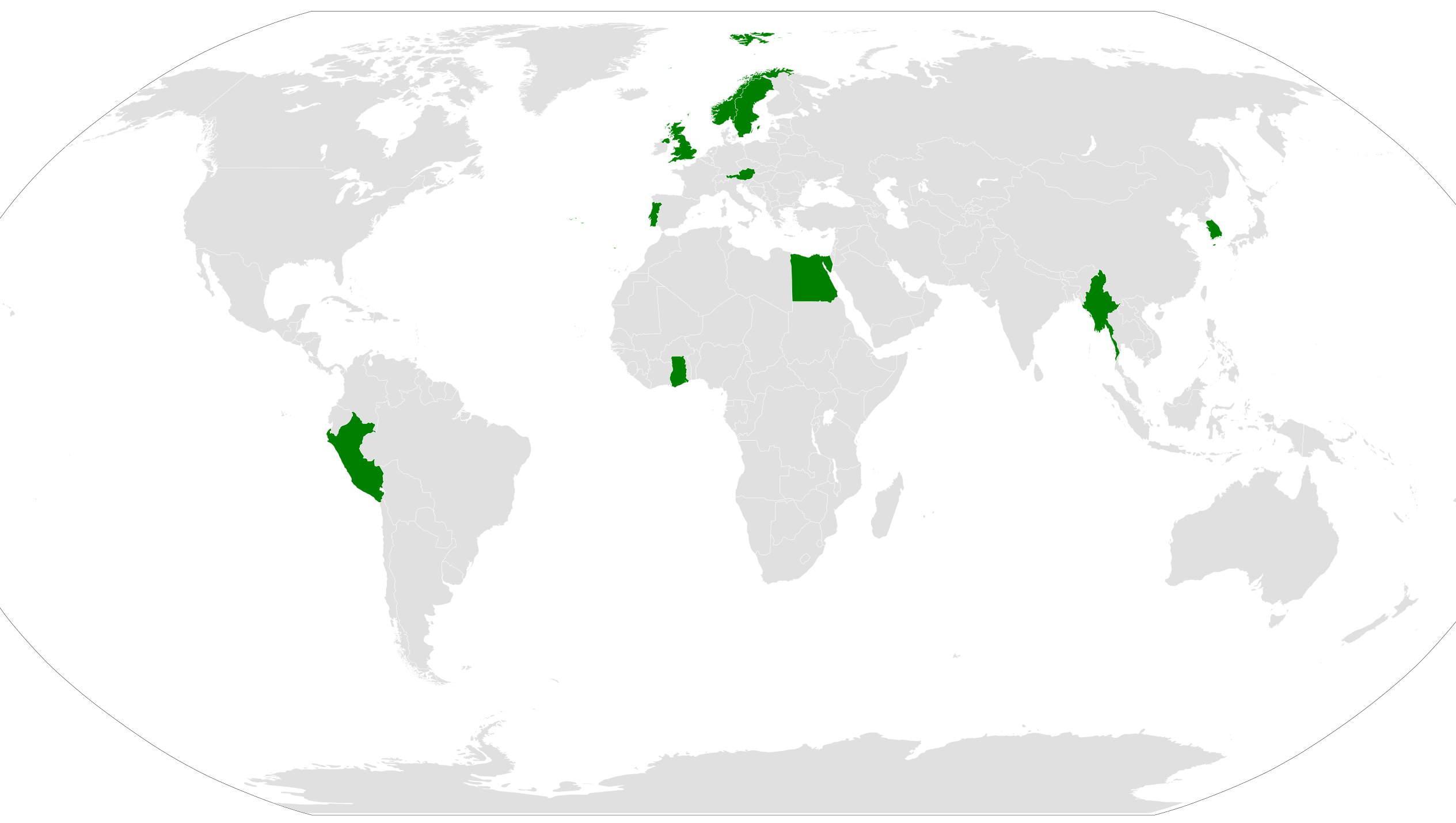
Bản đồ những quốc gia có công dân giữ chức tổng thư ký Liên Hợp Quốc

| 5                 |                      | Javier Pérez de Cuéllar (1920–2020) | 1 tháng 1 năm 1982   | 31 tháng 12 năm 1991 | Peru       | Mỹ Latinh và Caribe                                                                                      | Pérez de Cuéllar được lựa chọn làm tổng thư ký sau năm tuần bế tắc giữa Waldheim và ứng cử viên của Trung Quốc, Salim Ahmed Salim của Tanzania. Pérez de Cuéllar, một nhà ngoại giao người Peru từng làm chủ tịch Hội đồng Bảo an trong thời gian làm Đại sứ Peru tại Liên Hợp Quốc, là một ứng cử viên thỏa hiệp. Ông là tổng thư ký duy nhất đến từ châu Mỹ. Ông được nhất trí tái cử nhiệm kỳ thứ hai vào năm 1986. |
| 6                 |                      | Boutros Boutros-Ghali (1922–2016)   | 1 tháng 1 năm 1992   | 31 tháng 12 năm 1996 | Ai Cập     | Châu Phi                                                                                                 | Phong trào không liên kết yêu cầu tổng thư ký tiếp theo phải là người châu Phi. Với đa số trong Đại Hội đồng và sự ủng hộ của Trung Quốc, "Phong trào không liên kết có đủ phiếu biểu quyết để chặn bất cứ ứng cử viên không vừa ý nào". Hội đồng Bảo an conducted năm cuộc bỏ phiếu kín—lần đầu tiên hội đồng bỏ phiếu kín năm lần—và Boutros-Ghali nhận được 11 phiếu biểu quyết trong cuộc bỏ phiếu thứ năm. Năm 1996, Hoa Kỳ phủ quyết Boutros-Ghali tái cử nhiệm kỳ thứ hai với lý do ông đã không thực hiện những cải cách cần thiết đối với Liên Hợp Quốc. |
| 7                 |                      | Kofi Annan (1938–2018)              | 1 tháng 1 năm 1997   | 31 tháng 12 năm 2006 | Ghana      | Châu Phi                                                                                                 | Annan được Hội đồng Bảo an đề cử làm tổng thư ký vào ngày 13 tháng 12 năm 1996 và được Đại Hội đồng bổ nhiệm bốn ngày sau. Nhiệm kỳ thứ hai của ông bắt đầu vào ngày 1 tháng 1 năm 2002. Kofi Annan và Liên Hợp Quốc được tặng Giải Nobel Hòa bình vào năm 2001. |
| 8                 |                      | Ban Ki-moon (sinh năm 1944)         | 1 tháng 1 năm 2007   | 31 tháng 12 năm 2016 | Hàn Quốc   | Châu Á–Thái Bình Dương                                                                                   | Ban là tổng thư ký người Đông Á đầu tiên và là tổng thư ký người châu Á thứ hai sau U Thant. Ông được Đại Hội đồng nhất trí tái cử nhiệm kỳ thứ hai vào ngày 21 tháng 6 năm 2011. Nhiệm kỳ thứ hai của ông bắt đầu vào ngày 1 tháng 1 năm 2012. Trước khi làm tổng thư ký, ông là bộ trưởng bộ ngoại giao Hàn Quốc từ tháng 1 năm 2004 đến tháng 11 năm 2006. |
| 9                 |                      | António Guterres (sinh năm 1949)    | 1 tháng 1 năm 2017   | Đương nhiệm          | Bồ Đào Nha | Tây Âu và những quốc gia khác                                                                            | Guterres là nguyên người đứng đầu chính phủ đầu tiên làm tổng thư ký, và là tổng thư ký đầu tiên sinh ra sau khi Liên Hợp Quốc được thành lập. Ông là thủ tướng Bồ Đào Nha từ năm 1995 đến năm 2002. Ông cũng là nguyên chủ tịch Quốc tế xã hội chủ nghĩa (1999–2005) và Cao ủy Liên Hợp Quốc về người tị nạn (2005–2015). Nhiệm kỳ thứ hai của ông bắt đầu vào ngày 1 tháng 1 năm 2022. |

## Thống kê
| # | Tổng Thư ký             | Ngày sinh            | Tuổi nhậm chức (nhiệm kỳ đầu tiên)    | Thời gian đương nhiệm (tổng cộng) | Tuổi nghỉ hưu (nhiệm kỳ cuối cùng)    | Tuổi thọ             | Tuổi thọ         |
| # | Tổng Thư ký             | Ngày sinh            | Tuổi nhậm chức (nhiệm kỳ đầu tiên)    | Thời gian đương nhiệm (tổng cộng) | Tuổi nghỉ hưu (nhiệm kỳ cuối cùng)    | Qua đời              | Thọ              |
| - | ----------------------- | -------------------- | ------------------------------------- | --------------------------------- | ------------------------------------- | -------------------- | ---------------- |
| – | Gladwyn Jebb            | 25 tháng 4 năm 1900  | 45 năm, 182 ngày 24 tháng 10 năm 1945 | 102 ngày                          | 45 năm, 283 ngày 2 tháng 2 năm 1946   | 24 tháng 10 năm 1996 | 96 năm, 182 ngày |
| 1 | Trygve Lie              | 16 tháng 7 năm 1896  | 49 năm, 201 ngày 2 tháng 2 năm 1946   | 6 năm, 283 ngày                   | 56 năm, 117 ngày 10 tháng 11 năm 1952 | 30 tháng 12 năm 1968 | 72 năm, 167 ngày |
| 2 | Dag Hammarskjöld        | 29 tháng 7 năm 1905  | 47 năm, 255 ngày 10 tháng 4 năm 1953  | 8 năm, 162 ngày                   | 56 năm, 51 ngày 18 tháng 9 năm 1961   | 18 tháng 9 năm 1961  | 56 năm, 51 ngày  |
| 3 | U Thant                 | 22 tháng 1 năm 1909  | 52 năm, 285 ngày 3 tháng 11 năm 1961  | 10 năm, 59 ngày                   | 62 năm, 343 ngày 31 tháng 12 năm 1971 | 25 tháng 11 năm 1974 | 65 năm, 307 ngày |
| 4 | Kurt Waldheim           | 21 tháng 12 năm 1918 | 53 năm, 11 ngày 1 tháng 1 năm 1972    | 10 năm, 0 ngày                    | 63 năm, 10 ngày 31 tháng 12 năm 1981  | 14 tháng 6 năm 2007  | 88 năm, 175 ngày |
| 5 | Javier Pérez de Cuéllar | 19 tháng 1 năm 1920  | 61 năm, 347 ngày 1 tháng 1 năm 1982   | 10 năm, 0 ngày                    | 71 năm, 346 ngày 31 tháng 12 năm 1991 | 4 tháng 3 năm 2020   | 100 năm, 45 ngày |
| 6 | Boutros Boutros-Ghali   | 14 tháng 11 năm 1922 | 69 năm, 48 ngày 1 tháng 1 năm 1992    | 5 năm, 0 ngày                     | 74 năm, 47 ngày 31 tháng 12 năm 1996  | 16 tháng 2 năm 2016  | 93 năm, 94 ngày  |
| 7 | Kofi Annan              | 8 tháng 4 năm 1938   | 58 năm, 268 ngày 1 tháng 1 năm 1997   | 10 năm, 0 ngày                    | 68 năm, 267 ngày 31 tháng 12 năm 2006 | 18 tháng 8 năm 2018  | 80 năm, 132 ngày |
| 8 | Ban Ki-moon             | 13 tháng 6 năm 1944  | 62 năm, 202 ngày 1 tháng 1 năm 2007   | 10 năm, 0 ngày                    | 72 năm, 201 ngày 31 tháng 12 năm 2016 | (còn sống)           | 81 năm, 31 ngày  |
| 9 | António Guterres        | 30 tháng 4 năm 1949  | 67 năm, 246 ngày 1 tháng 1 năm 2017   | 8 năm, 194 ngày                   | (đương nhiệm)                         | (còn sống)           | 76 năm, 75 ngày  |

### Theo nhóm khu vực
| Nhóm khu vực Liên Hợp Quốc         | Tổng thư ký | Nhiệm kỳ |
| ---------------------------------- | ----------- | -------- |
| Nhóm Tây Âu và những quốc gia khác | 4           | 7        |
| Nhóm Đông Âu                       | 0           | 0        |
| Nhóm Mỹ Latinh và Caribe           | 1           | 2        |
| Nhóm châu Á-Thái Bình Dương        | 2           | 4        |
| Nhóm châu Phi                      | 2           | 3        |